# Story of Blood
Story of Blood („příběh krve“) je píseň velšského hudebníka Johna Calea. Pochází z jeho studiového alba Mercy, připraveného na vydání v lednu 2023[potřebuje aktualizovat], a poprvé vyšla jako druhý singl z této desky 19. října 2022. V nahrávce hostuje o 46 let mladší zpěvačka Weyes Blood, pro kterou je Cale velkým vzorem a již o mnoho let dříve vyslovila přání s ním spolupracovat. Ta zpívá v refrénových slovech „swing your soul“ a v několika dalších harmoniích. Výsledek se pro Calea ukázal překvapivý díky všestrannosti a rozsahu jejího hlasu a „nebojácného přístup k tonalitě“. Sedmiapůlminutová píseň začíná více než minutovým klavírním intrem, poté se s výrazným rytmem přidá Caleův hlas a zvuky syntezátorů.
Autorem a producentem písně je sám Cale, o zvuk se při nahrávání staral jeho dlouholetý spolupracovník Dustin Boyer a mixing provedl Mikaelin BlueSpruce. K písni byl natočen také videoklip, v němž vystupuje jak John Cale, tak i Weyes Blood. Jeho režisérem, kameramanem a stříhačem je Jethro Waters, producentkou Caleova manažerka Nita Scott. Videoklip je oproti standardní verzi písně nepatrně delší, a to díky pasáži, kde Cale škrábe gramofonovou desku a hudba se na chvíli pozastaví. Server Stereogum píseň po jejím vydání v říjnu 2022 zařadil mezi pět nejlepších písní týdne.
Cale píseň poprvé zmínil v rozhovoru v březnu 2018, kdy ji označil za svůj patrně nejlepší pokus o milostnou píseň. Při koncertu poprvé zazněla již v listopadu 2018 v De La Warr Pavilion v městečku Bexhill-on-Sea v Jihovýchodní Anglii. Do konce roku 2018, stejně jako v roce 2019, ji Cale hrál při několika dalších koncertech.